# Aleksandr Sergejevitj Jakovlev
Aleksandr Sergejevitj Jakovlev (russisk: Александр Сергеевич Яковлев født 19. marts 1906, død 22. august 1989) var ensovjetisk flykonstruktør, kendt for grundlæggelsen af flydesignvirksomheden Jakovlev. 
Aleksandr Jakovlev studerede på militærets luftfartsakademi i Moskva og forlod dette som ingeniør i 1931. Han arbejde fra 1932 i et konstruktionsbureau, som er opkaldt efter ham. I denne position blev han i 1937 udnævnt som generalingeniør. I 1948 blev han minister for luftfartsindustri i Sovjetunionen efter han allerede siden 1940 var vicefolkekommisær for luftfartsindustri. Før 2. verdenskrig tog han i denne funktion på flere rejser til udlandet, blandt andet til Italien, England og Tyskland, hvor han gjorde sig fortrolig med flyproduktion. Efter det tyske overfald på Sovjetunionen arbejdede han samtidig med evakueringen af flyproduktionen, der blev flyttet længere mod øst og med organisationen af denne produktion, stadig som leder af sit flykonstruktionsbureau.
I sine memoirer beskriver Jakovlev sine regelmæssige samtaler med Stalin, som havde stor indflydelse på alle aspekter inden for den industrielle udvikling. Han gik helt ned til den mindste detalje, især også med luftfartsindustrien og udviklingen af kampfly.
Konstruktionsbureauet Jakovlev udviklede under 2. verdenskrig en række jagerfly, der indgik i det sovjetiske luftvåben. Især jagerflyene Jak-1, Jak-3 og Jak-9, men også transportfly som Jak-6. I 1945 udviklede bureauet det første sovjetiske, jetdrevne militærfly, Jak-15, der blev produceret sideløbende med MiG-9. Det mest kendte civile Jak-fly i dag, er Jak-42, et tre-motores mellemdistancepassagerfly; men også talrige kunstflyvningsfly blev gennem tiden udviklet af bureauet. Alt i alt udviklede Jakovlevs flykonstruktionsbureau ca. 100 flytyper.
Jakovlev blev æret med mange æresbevisninger. Han fik Lenins fredspris, seks gange Stalinprisen og ti gange Leninordenen. Han fik også Æreslegionens kors.
Jakovlev var gift med Jekaterina Matvejeva Jakovlev. Han havde to sønner, Sergej og Aleksandr.
1. ↑  Navnet er anført på svensk og stammer fra Wikidata hvor navnet endnu ikke findes på dansk.